# The Last Joke, Bellagio

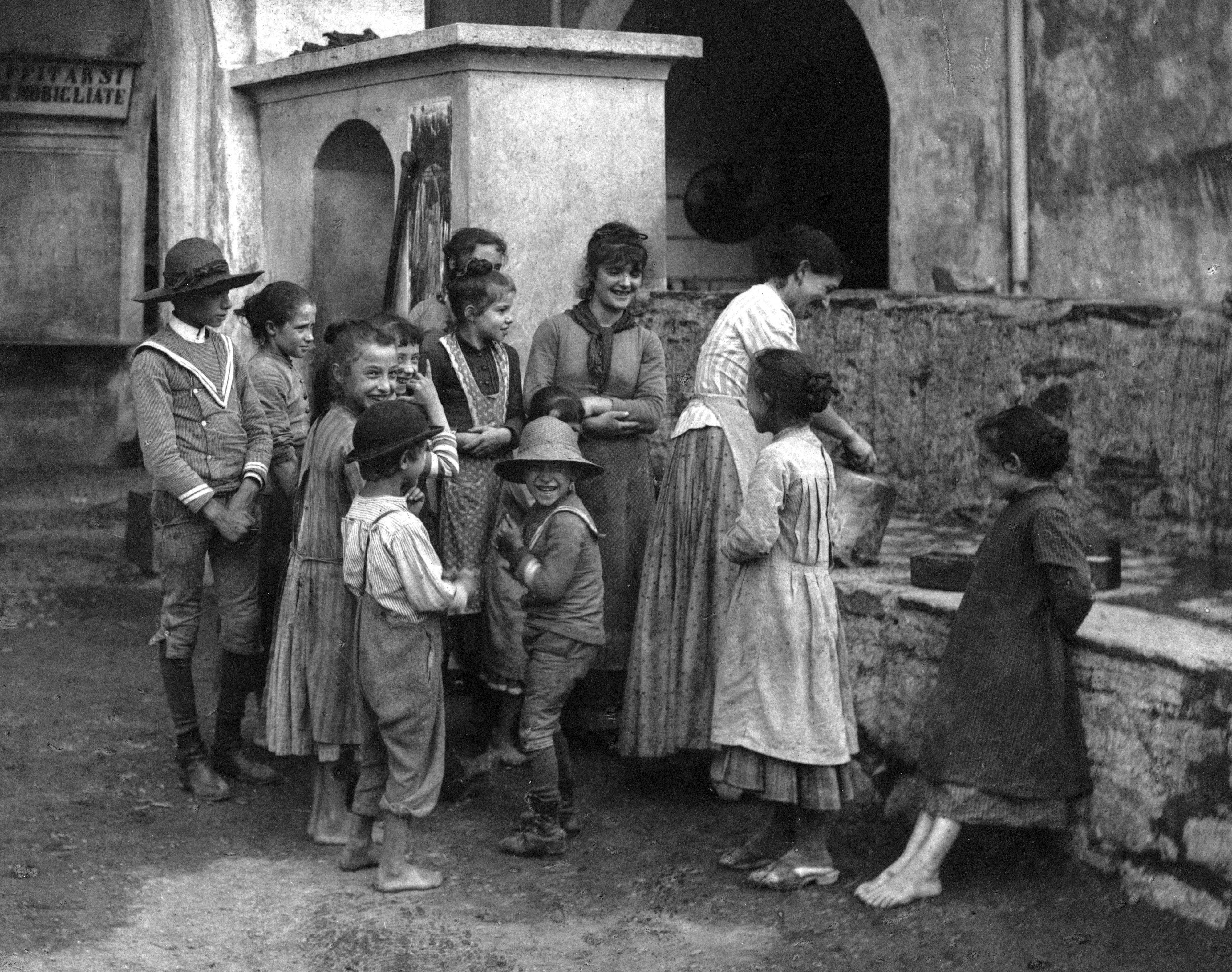
Alfred Stieglitz, The Last Joke, Bellagio, 1887

The Last Joke, Bellagio, também conhecido como The Good Joke, é uma foto em preto e branco tirada por Alfred Stieglitz numa viagem de verão à Itália em 1887. Ele estava então morando e estudando na Alemanha e resolveu viajar por várias cidades da Itália no verão.
Stieglitz visitou, entre outros lugares, Bellagio, no Lago de Como, Lombardia, onde tirou várias fotos, muitas vezes retratando paisagens e cenas folclóricas. Esse aqui fez parte do grupo que ele fez no Bellagio. A foto retrata uma cena tirada do natural, sem qualquer artificialidade, e retrata várias crianças e jovens de ambos os sexos rindo aparentemente de uma piada que uma mulher na fonte acaba de dizer. Ele é cortado rente, com foco nas crianças, com arcos arquitetônicos ao fundo proporcionando um cenário para a imagem.
Stieglitz enviou doze fotos que tirou em sua viagem para a revista The Amateur Photographer 's Photographic Holiday Work Competition. Esta foto apareceu na edição de 25 de novembro de 1887, e foi considerada a única obra espontânea do concurso, julgada pelo fotógrafo britânico Peter Henry Emerson, onde ganhou o primeiro prêmio.
Existem pelo menos três cópias desta foto mantidas nas coleções da National Gallery of Art, Washington, DC, no Museu de Arte Moderna de Nova York e em uma coleção particular.